# Tazouta
Tazouta (en àrab تازوطة, Tāzūṭa; en amazic ⵜⴰⵣⵓⵟⴰ) és una comuna rural de la província de Sufruy, a la regió de Fes-Meknès, al Marroc. Segons el cens de 2014 tenia una població total de 6.227 persones.